# کت‌فیش آدونیس
کت‌فیش آدونیس با نام علمی (Acanthicus adonis)، که به نام پلکوی آدونیس نیز شناخته میشود، گونه بزرگی از خانواده گربه‌ماهی های زره‌دار است.   اولین بار از رودخانه توکانتینز در برزیل توصیف شد، اما شبیه به این گونه از آمازون پرو نیز ثبت شده اند.   این گونه گهگاه در تجارت آکواریوم دیده می شود، اما اندازه بزرگ و رفتار تهاجمی آن به این معنی است که یک آکواریوم بسیار بزرگ مورد نیاز است.   این ماهی ها همه چیزخواران فرصت طلبی هستند. 

## ظاهر
کت‌فیش آدونیس یکی از بزرگترین گونه های گربه ماهیان زره‌دار است و طول آن به ۱ متر (۳٫۳ فوت) می رسد .  

## مراجع
1. ↑  Salvador, G.N. (2023). "Acanthicus adonis". IUCN Red List of Threatened Species. IUCN. 2023: e.T164512501A164512505. doi:10.2305/IUCN.UK.2023-1.RLTS.T164512501A164512505.en. Retrieved 5 March 2024.
2. 1 2 3  "Acanthicus adonis". SeriouslyFish. Retrieved 31 October 2017.
3. 1 2